# هان مون-باي
هان مون-باي (هانغل: 한문배) هو لاعب كرة قدم ومدرب كرة قدم كوري جنوبي في مركز الوسط، ولد في 22 مارس 1954 في كوريا الجنوبية. شارك مع منتخب كوريا الجنوبية لكرة القدم. أما مع النوادي، فقد لعب مع نادي سول.

## وصلات خارجية
- هان مون-باي على موقع دوري كوريا الجنوبية (الإنجليزية)
- هان مون-باي على موقع ناشيونال فوتبول تيمز (الإنجليزية)